# Teresa Rioné
Teresa Rioné Llano (Barcelona, 23 de marzo de 1965) es una ex-atleta española plusmarquista de los 100 y 200 metros lisos. 
Participó en Los Ángeles 1984 siendo la primera española en pasar una eliminatoria en prueba de velocidad quedando a una plaza del pase a semifinales, Teresa Rioné hizo un tiempo de 11,55 quedando cuarta en los 100 metros lisos disputados por la mañana, y fue eliminada, por la tarde, al ser quinta en su serie (pasaron a semifinales las cuatro primeras). 
También participó en los Seúl 1988. Perteneció al Club Esportiu Universitari de Barcelona y al Club Gimnastic Barcelonès en cuyos colores obtuvo las marcas de España en ambas distancias. Después de su retirada de la competición, ejerció de periodista en Telemadrid y de directora de Relaciones Públicas de Nike España. Fue Reina del Cava en 1984. Su entrenador fue Jordi Campmany que aún sigue entrenando atletas en el "Club Atlètic Vic". 
- Datos: Q9086133